# Северные Полянки
 Северные Полянки  — поселок в Лузском муниципальном округе Кировской области.

## География
Расположен у северной окраины поселка Лальск.

## История
Известен с 1989 как поселок с населением 235 человек. До конца 2020 года находился в составе Лальского городского поселения.

## Население
Постоянное население составляло 214 человека (русские 99%) в 2002 году, 188 в 2010.